# Палестин (Охајо)
Палестин (енгл. Palestine) град је у америчкој савезној држави Охајо.

## Демографија
По попису из 2010. године број становника је 200, што је 30 (17,6%) становника више него 2000. године.
| Група             | 2000.       | 2010.       |
| Белци             | 161 (94,7%) | 187 (93,5%) |
| Афроамериканци    | 9 (5,3%)    | 10 (5,0%)   |
| Азијати           | 0 (0,0%)    | 0 (0,0%)    |
| Хиспаноамериканци | 0 (0,0%)    | 0 (0,0%)    |
| Укупно            | 170         | 200         |